# Carlo Porta

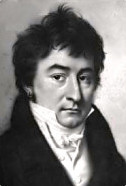
Carlo Porta

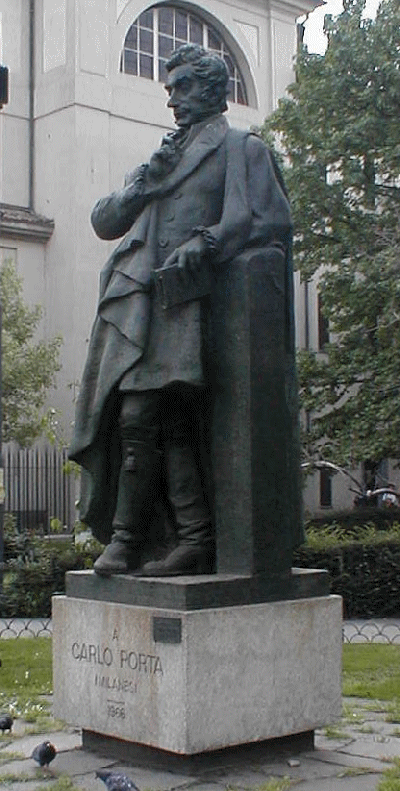
Statue de Carlo Porta, au Verzee, Milan
(Ivo Soli, bronze, 1966)

Carlo Porta (né le 15 juin 1775 à Milan, alors capitale du duché de Milan, et mort le 5 janvier 1821 dans la même ville) est un poète italien, le plus célèbre écrivain rédigeant en milanais, le parler de la Lombardie occidentale.

## Biographie
Fils de Giuseppe Porta et Violante Gottieri, Carlo Porta naît à Milan dans une famille de marchands. Il étudie à Monza jusqu'en 1792, puis au séminaire de Milan.
En 1796, les guerres napoléoniennes le poussent à trouver un emploi à Venise, où vivait l'un de ses frères, et il y reste jusqu'en 1799.
À partir de 1804, Carlo Porta travaille comme agent de bureau et en 1806 il épouse Vincenza Prevosti.
En 1816, il adhère au mouvement romantique Sonettin col covon.
Carlo Porta meurt, en pleine gloire, à Milan à l'âge de 45 ans, le 5 janvier 1821, à cause d'une attaque de goutte. Il a été inhumé en l'église San Gregorio, sa tombe a été perdue. Seule sa stèle funéraire a été récupérée et placée, à côté de celles d'autres personnalités, dans la crypte de l'église San Gregorio Magno, à Milan (actuellement Porta Venezia).
En sa mémoire, son ami Tommaso Grossi rédigea en milanais la poésie In morte di Carlo Porta.

## Œuvres
Carlo Porta commence à écrire des poèmes mineurs en 1790, mais peu d'entre eux sont publiés avant l'an 1810. De 1804 à 1805, Carlo Porta travaille à la traduction en milanais de la Divine Comédie, de laquelle il ne traduit que quelques chants et qui est la dernière de ses œuvres mineures.
- Brindes de Meneghin all'Ostaria (1810), écrit pour le mariage de Napoléon Bonaparte et Marie-Louise d'Autriche.
- Desgrazzi de Giovannin Bongee, (1812),
- Fraa Zenever (1813),
- On Miracol (1813),
- Fraa Diodatt (1814),
- La mia povera nonna la gh'aveva (1810).
- Olter desgrazzi de Giovannin Bongee (1814),
- El lament del Marchionn di gamb'avert (1816),
- La Ninetta del Verzee (1815),
- Paracar che scappee de Lombardia (1814),
- E daj con sto chez-nous, ma sanguanon (1811),
- Marcanagg i politegh secca ball (1815),
- Quand vedessev on pubblegh funzionari (1812),
- I paroll d'on lenguagg, car sur Gorell (1812),
- El sarà vera fors quell ch'el dis lu (1817),
- Dormiven dò tosann tutt dò attaccaa (1810),
- Epitaffi per on can d'ona sciora marchesa (1810).
- La nomina del Cappellan (1819), una rielaborazione ancora più comico-satirica dell'episodio della "vergine cuccia" di pariniana memoria.
- Offerta a Dio (1820)
- Meneghin biroeu di ex monegh (1820).

## Curiosités
C'est en honneur de Carlo Porta qu'Alessandro Manzoni composa les quatre seuls vers en langue milanaise de sa production :  On badee ch’el voeur fà de sapientôn / el se toeu subet via per on badee; / ma on omm de coo ch’el voeur parè minciôn / el se mett anca luu in d'on bell cuntee. ( Traduction : « Un crétin qui veut poser comme un grand savant / se fait tout-de-suite reconnaître pour un crétin ; / mais un homme intelligent qui veut paraître bête / se met lui aussi dans de beaux draps. » )
Henri Beyle, dit Stendhal, qui était ami de Carlo Porta, l'appelait le charmant Carline.